# Vanadocène
Le vanadocène ou bis(η5-cyclopentadiényl)vanadium(II) est un composé organométallique de formule  V(C5H5)2,souvent abrégée en Cp2V. Il fait partie de la famille des composés composés sandwich et plus précisément de la sous-famille des métallocènes. Il se présente sous la forme d'un solide cristallin violet paramagnétique. Il ne possède que peu d'usages pratiques, mais a fait l'objet de nombreuses études.

## Structure et propriétés
Le vanadocène a la structure typique des métallocènes, c'est-à-dire qu'il est constitué d'un atome central métallique l'état d'oxydation +II (Va2+) pris en sandwich entre deux cycles de cyclopentadiényle (Cp) auquel il est lié par des liaisons haptiques Va-C d'une longueur moyenne de 226 pm. Ce centre de  vanadium(II) est équidistant des centroïdes de cycles Cp, localisé à un centre cristallographique d'inversion. À l'état solide la molécule a une symétrie D5d. Au-dessus de −103,15 °C, les cycles Cp du vanadocène sont perturbés dynamiquement et ne sont que parfaitement ordonnés en dessous de −165,15 °C.
L'énergie de dissociation des liaisons Cp–V est d'après la littérature comprise entre 145 kJ mol−1 et 369 kJ mol−1,.
Le vanadocène est un analogue du ferrocène mais n'en est pas un isoélectronique ; il ne respecte ainsi pas la règle des 18 électrons avec seulement 15 électrons de valence.

## Synthèse
Le vanadocène fut synthétisé la première fois par Birmingham, Fischer et Wilkinson par réduction du dichlorure de vanadocène par l'hydrure d'aluminium, puis le vanadocène est sublimé dans le vide à 100 °C.
En 1977, Köhler et al. sont parvenus à synthétiser le vanadocène par réaction entre le complexe de vanadium [V2Cl3(THF)6]2[Zn2Cl6] avec le cyclopentadiénure de sodium, :
4 VCl3 + 12 THF + 2 Zn → [V2Cl3(THF)6]2[Zn2Cl6]
[V2Cl3(THF)6]2[Zn2Cl6] +  Na(C5H5) → 4 V(C5H5)2
Cette méthode est toujours employée aujourd'hui et permet de produire de grandes quantités de vanadocène.
Le  chlorure de  vanadium(III) peut également être directement mis à réagir avec le cyclopentadiénure de sodium, mais il réagit alors également comme réducteur formant le sous-produit de couple de deux cycles Cp, le dihydrofulvalène :
2 VCl3 + 6 Na(C5H5) → 2 V(C5H5)2 + 6 NaCl + H5C5-C5H5

## Réactivité
Le vanadocène est une molécule réactive.  Il peut être facilement oxydé en monocation par réaction avec un sel de ferrocénium dans le toluène :
V(C5H5)2 + [Fe(C5H5)2][BR4] ⟶ [V(C5H5)2][BR4] + Fe(C5H5)2
où R est un groupe phényle ou le groupe 4-fluorophényle. Ces monocations sont extrêmement sensibles à l'air et ont un potentiel rédox de -1,10 V.
Du fait de ces 15 électrons de valence, le vanadocène réagit facilement avec d'autres ligands. Il peut par exemple réagir avec des dérivés acétyléniques, pour donner le complexe de cyclopropènevanadium correspondant : 
Par échange de cycle réductif avec le n-butyllithium en présence de cyclohexa-1,3-diène, un de ses cycles de cyclopentadiène peut être remplacé par un cycle benzène :
V(C5H5)2 ⟶ V(C5H5)(C6H6).
Il réagit aussi avec le monoxyde de carbone, pour former un dérivé ionique du vanadocène, lorsque la réaction se fait en atmosphère inerte  :
Cp2V  +  V(CO)6   →   [Cp2V(CO)2][V(CO)6]